# Adda-Guppi
Adda-Guppi de Harrán (c. 648-544 a. C.), también conocida como Addagoppe o Adad-guppi, fue una sacerdotisa asiria, devota del dios de la luna Sîn en la ciudad asiria de Harrán, y la madre del rey Nabonido que gobernó entre 556–539 a. C., en el imperio neobabilónico.

## Autobiografía

### Descubrimiento
Los historiadores han descubierto dos copias de lo que aparece como siendo una autobiografía de Adda-Guppi. La primera copia, descubierta por H. Pognon en 1906, fue escrita en una estela rota que excavó en Harrán. La segunda copia, descubierta cincuenta años más tarde por D.S. Rice, estaba escrita en una losa reutilizada en el pavimento de los peldaños de la entrada norte a la Gran Mezquita de Harrán.

### Contenido
La autobiografía comienza con un relato en primera persona de la misma Adda-Guppi y finaliza con una descripción de su entierro. Ya que Adda-Guppi fue enterrada con los honores de una reina, algunos académicos han sugerido que actuó como regente para Nabonido cuando él abandonó Babilonia y se mudó al oasis de Taima en 552 a. C. Aun así, esta teoría es difícil de reconciliar con la cronología que Adda-Guppi presenta en su autobiografía. Menciona que nació en el vigésimo año del reinado de Asurbanipal (aproximadamente el año 648 a. C.), y que se encargó de cuidar los santuarios del dios de la luna Sin durante 95 años. También menciona que vivió para ver a su hijo Nabonido convertirse en rey de Babilonia, lo cual tuvo lugar en 556 a. C., lo que significaría que ella tenía 92 años al momento de su coronación, y 96 años cuando ocurrió su salida a Taima. Aparentemente, habría muerto a la edad de 104 años (c. 544 a. C.), habiendo vivido con total plenitud de cuerpo y mente para ver a sus descendientes de cuarta generación.
Adda-Guppi le rogó al dios Sîn que su hijo Nabonido accediera al trono, y su autobiografía contiene una oración de alabanza y acción de gracias a Sîn. En respuesta a esta oración, Adda-Guppi aparentemente recibió una profecía de Sîn en un sueño con respecto a acciones futuras de su hijo como rey:

A través de ti traeré de regreso a los dioses (a) la morada en Harrán, por medio de Nabonido tu hijo. Él construirá Ehulhul; él completará su trabajo. Él completará la ciudad de Harrán más grande de lo que era antes y la restaurará. Traerá a Sîn, Ningal, Nusku y Sadarnunna en procesión de vuelta a Ehulhul.

Otras fuentes revelan que Nabonido rindió homenaje a Sîn durante su reinado cuando ya era rey de Babilonia; brindó una especial atención a los templos de Sîn en Harrán y en Ur, e incluso convirtió el templo de Marduk en Babilonia en un santuario dedicado a Sîn.